# Никшич
Ни́кшич (черног. Никшић) — город в Черногории. Расположен в Никшичской долине, у подножия горы Требьеса. Это второй по численности населения город в Черногории после Подгорицы и важный индустриальный центр страны.
Административный центр Никшичского муниципалитета, площадь которого составляет 2065 кв.км. (это самый большой по площади муниципалитет в Черногории).

## История
Никшич возник в IV веке из римского военного лагеря Андерба (лат. Castrum Anderba) на перекрёстке важных дорог. В V веке (после 459 года) остроготы построили на месте римской Андербы свою крепость, получившую название Анагастум.
В средние века в регион пришли славяне, при которых город стал называться Оногошт. 
22 августа 1362 г. царь Стефан Урош V подписал в Оногоште мирный договор с Республикой Дубровник.
После османского завоевания Сербии Никшич стал важной турецкой крепостью.
В 1877 г., когда Черногорией правил Никола I Петрович-Негош, турки были изгнаны и Никшич был освобождён. Это привлекло новых поселенцев и дало новый импульс развитию города (тогда он уже назывался Никшич).
В 1883 г. был составлен план развития Никшича, который начал реализовывать архитектор-градостроитель Йосип Сладе из Трогира. Первые три десятилетия после составления плана характеризуются взрывным ростом городского производства и торговли, учреждением в городе различных культурных и образовательных организаций. К 1900 г. в Никшиче были построены различные достопримечательности: православная церковь Святого Василия Острожского, королевский дворец, Царский Мост, главная городская площадь с расходящимися от неё шестью улицами, несколько парков.
После Второй мировой войны город был обновлён и реконструирован. Никшич вырос в десять раз и стал одним из важных промышленных центров Черногории.

## Климат
| Показатель                    | Янв. | Фев. | Март | Апр. | Май | Июнь | Июль | Авг. | Сен. | Окт. | Нояб. | Дек. | Год |
| ----------------------------- | ---- | ---- | ---- | ---- | --- | ---- | ---- | ---- | ---- | ---- | ----- | ---- | --- |
| Абсолютный максимум, °C       | 16   | 21   | 22   | 22   | 27  | 31   | 36   | 35   | 35   | 27   | 21    | 18   | 36  |
| Средний суточный максимум, °C | 5    | 6    | 9    | 12   | 17  | 21   | 26   | 26   | 22   | 16   | 10    | 5    | 15  |
| Средняя температура, °C       | 2    | 2    | 6    | 10   | 14  | 17   | 21   | 21   | 17   | 12   | 6     | 2    | 11  |
| Средний суточный минимум, °C  | −1   | −1   | 2    | 6    | 10  | 13   | 16   | 16   | 12   | 8    | 3     | 0    | 7   |
| Абсолютный минимум, °C        | −16  | −12  | −10  | −2   | 2   | 6    | 8    | 8    | 0    | −2   | −5    | −11  | −16 |
| Источник: Weatherbase         |      |      |      |      |     |      |      |      |      |      |       |      |     |

## Население
Перепись 2003 г. насчитала в Никшичском муниципалитете 75 282 жителя. Население собственно Никшича — 58 212 жителей.
- Март 1981 — 50 399
- Март 1991 — 56 141
- Ноябрь 2003 — 58 212

По данным последней переписи, более 88 % жителей муниципалитета считают себя черногорцами, ещё около 5 % считают себя сербами.

## Экономика
Никшич — второй по величине после Подгорицы индустриальный центр Черногории. Здесь расположены металлургический комбинат «Niksicka Zeljezara», бокситовая шахта, пивоварня «Niksicka Pivara» и прочие крупные предприятия.
Войны периода распада Югославии миновали Черногорию, но оставили заводы Никшича без поставщиков и рынков сбыта, что вызвало полный упадок производства, продолжавшийся до конца 90-х годов. Многие предприятия города были закрыты, другие пришли в упадок.
Деловая жизнь Никшича начала восстанавливаться только в начале нового тысячелетия. Выжившие заводы были приватизированы и к настоящему моменту уже адаптировались к новым условиям. Однако эти предприятия не могут трудоустроить столько рабочих, сколько было на них занято во времена социалистической Югославии. Поэтому экономика города постепенно трансформируется в сторону экономики услуг.

## Транспорт
Из Никшича в Подгорицу ведёт железнодорожная ветка, но до последнего времени она использовалась только для грузоперевозок — по ней доставлялись бокситы на Подгорицкий алюминиевый комбинат. Пассажирское сообщение планировалось к открытию в 2009 г. после реконструкции и электрификации всей линии, но реально открылось 13 июля 2012 года. По линии курсируют электропоезда CAF Civity испанского производства, проезжая всю линию за 50 минут.
В 70 км от Никшича расположен аэропорт Подгорицы.
Никшич соединён с Подгорицей двухполосной автотрассой E762. Также из Никшича идут дороги через Шавник в Жабляк и через Требине в Боснию (с ответвлением на Рисан и Боку Которску).

## Образование
В Никшиче 25 начальных школ (в том числе музыкальная) и 4 средних школы (гимназия имени Стояна Церовича, машинно-металлургическая, экономико-кулинарная, электро-металлургическая).
В городе расположен факультет философии Университета Черногории. Первоначально он был основан в 1947 году  в Цетине как Образовательное училище, где готовили учителей начальных школ. В 1963 году училище переехало в Никшич и стало называться Педагогической Академией. В 1974 году академия была присоединена к Университету Черногории, а в 1977 году была преобразована в педагогический факультет (с 1988 года — факультет философии).

## Культура и СМИ
Никшич — город с богатым культурным и историческим наследием. Здесь немало памятников иллирийского и древнеримского периода.
В городе есть «культурный центр», театр и общественный центр «Захлумье».
СМИ в Никшиче представлены местным телевидением, радио, частным телеканалом «TV Montena» и т. д.